# Roberto Ago
Roberto Ago (Vigevano, 26 mei 1907 - Genève, 24 februari 1995) was een Italiaans rechtsgeleerde, hoogleraar en rechter. Sinds 1934 was hij hoogleraar internationaal recht en gedurende bijna twintig jaar was hij voorzitter van het curatorium van de Haagsche Academie voor Internationaal Recht. Van 1979 tot 1995 was hij rechter bij het Internationaal Gerechtshof.

## Levensloop
Ago sloot zijn studie rechten aan de Universiteit van Napels Federico II af met een doctoraat. Van 1934 tot 1935 was hij hoogleraar internationaal recht aan de Universiteit van Catania, vervolgens tot 1938 aan de Universiteit van Genua, vervolgens tot 1956 aan de Universiteit van Milaan en aansluitend tot 1982 aan de Universiteit Sapienza Rome. Daarnaast onderwees hij in de jaren 1936, 1939, 1956, 1971 en 1983 aan de Haagsche Academie voor Internationaal Recht, waarvan hij het curatorium bijna twee decennia lang, van 1979 tot 1993, voorzat. Voor haar rol werd de academie in 1992 de Félix Houphouët-Boigny-Vredesprijs toegekend.
Van 1957 tot 1978 maakte hij deel uit van de Commissie voor Internationaal Recht van de Verenigde Naties. Vervolgens werd hij in 1979 rechter in het Internationale Gerechtshof in Den Haag. Voordien was hij al een keer ad-hocrechter geweest. Later werd hij nogmaals verkozen en hij was lid van het hof tot zijn overlijden in 1995. Als opvolger werd zijn landgenoot Luigi Ferrari Bravo gekozen die de officiële ambtstermijn van Ago tot februari 1997 uitdiende.
Ago was sinds 1952 lid van het Institut de Droit International en leidde de zitting in Milaan in 1993 als voorzitter van het instituut. Sinds 1970 was hij erelid van de American Society of International Law. Hij werd onderscheiden met eredoctoraten van de universiteiten van Parijs, Genève en Nice.

## Werk (selectie)
- 1934: Teoria del diritto internazionale privato, Padua
- 1950: Scienza giuridica e diritto internazionale, Milaan
- 1978-1986: Scritti sulla responsabilità internazionale degli stati, die delen, Napels
- 1995: La prassi italiana di diritto internazionale. Terza serie (1919−1925), acht delen, Rome, als mede-uitgever

- Bibliothèque nationale de France: cb121829603 (data)
- Gemeinsame Normdatei: 122771346
- International Standard Name Identifier: 0000 0001 2278 5441
- Library of Congress Control Number: n83211700
- Nationale Bibliotheek van Tsjechië: uk20181009870
- Nationale Bibliotheek van Israël: 987007276616205171
- Nederlandse Thesaurus van Auteursnamen: 071009922
- Istituto Centrale per il Catalogo Unico: CFIV024886
- Système universitaire de documentation: 030410460
- Virtual International Authority File: 39420911
- WorldCat: E39PBJhRJWTvpK4XhQHXCcXcfq